# Madonna della Cava

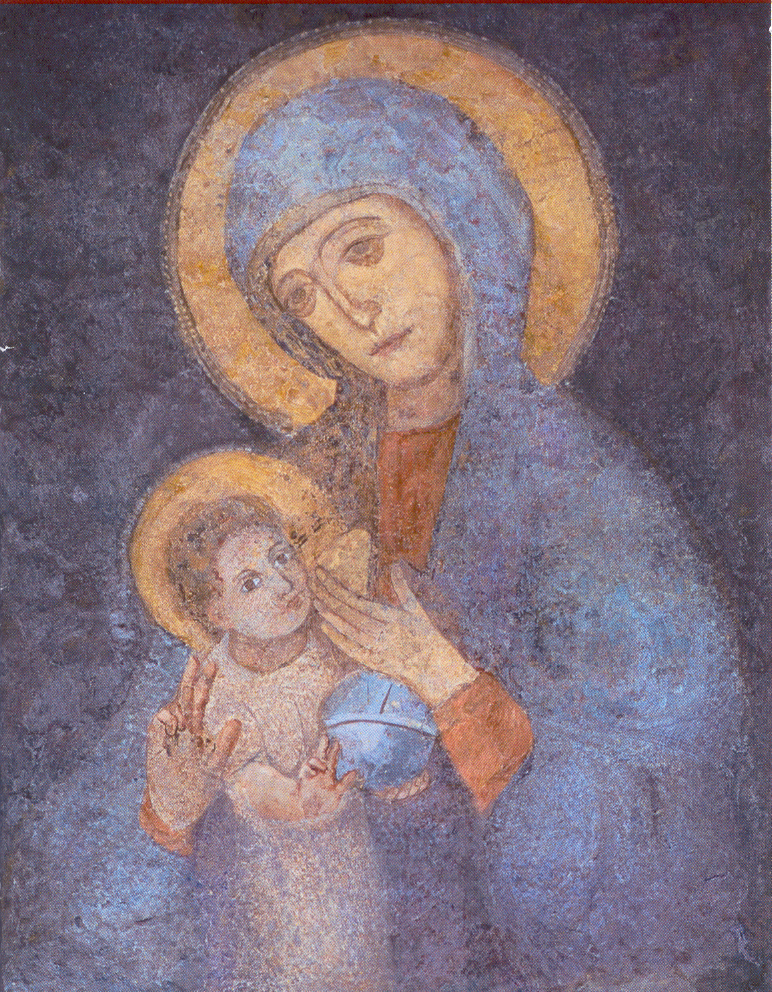
Dipinto murale di Maria SS. della Cava di Pietraperzia

Maria Santissima della Cava di Pietraperzia (o più semplicemente Madonna della Cava) è l'appellativo mariano con il quale si venera la Santa Vergine Maria nel paese di Pietraperzia, del quale è la principale Patrona insieme al compatrono San Rocco.
Viene celebrata il 14 agosto di ogni anno, vigilia dell'Assunta con una messa solenne notturna presso l'omonimo santuario sito in contrada Cava, a circa 4 km dal centro abitato del paese e generalmente presieduta dal vescovo della diocesi di Piazza Armerina. La sera del 15 agosto un palio storico viene portato in processione per le vie del paese.

## Tra storia e leggenda
Secondo la leggenda, un muto trapanese ebbe in sogno la Madonna, la quale gli indicò il punto esatto dove egli, scavando, avrebbe trovato una sua effigie. L'uomo di Trapani così si mise in viaggio e giunto a Pietraperzia nel luogo ove oggi sorge il santuario, scavò e ritrovando la sacra icona ebbe in dono la parola. Si narra anche che nel tentativo di riportare a Trapani l'immagine, questa cadde più volte dal carro facendo intendere all'uomo che la volontà della Madonna fosse di rimanere in quel luogo e così fu eretto il Santuario.
In realtà non vi sono fonti certe riguardo al suo ritrovamento, anche se probabilmente tale immagine fu realmente seppellita al fine di preservarla dall'iconoclastia del VIII sec d.C.

## Il dipinto

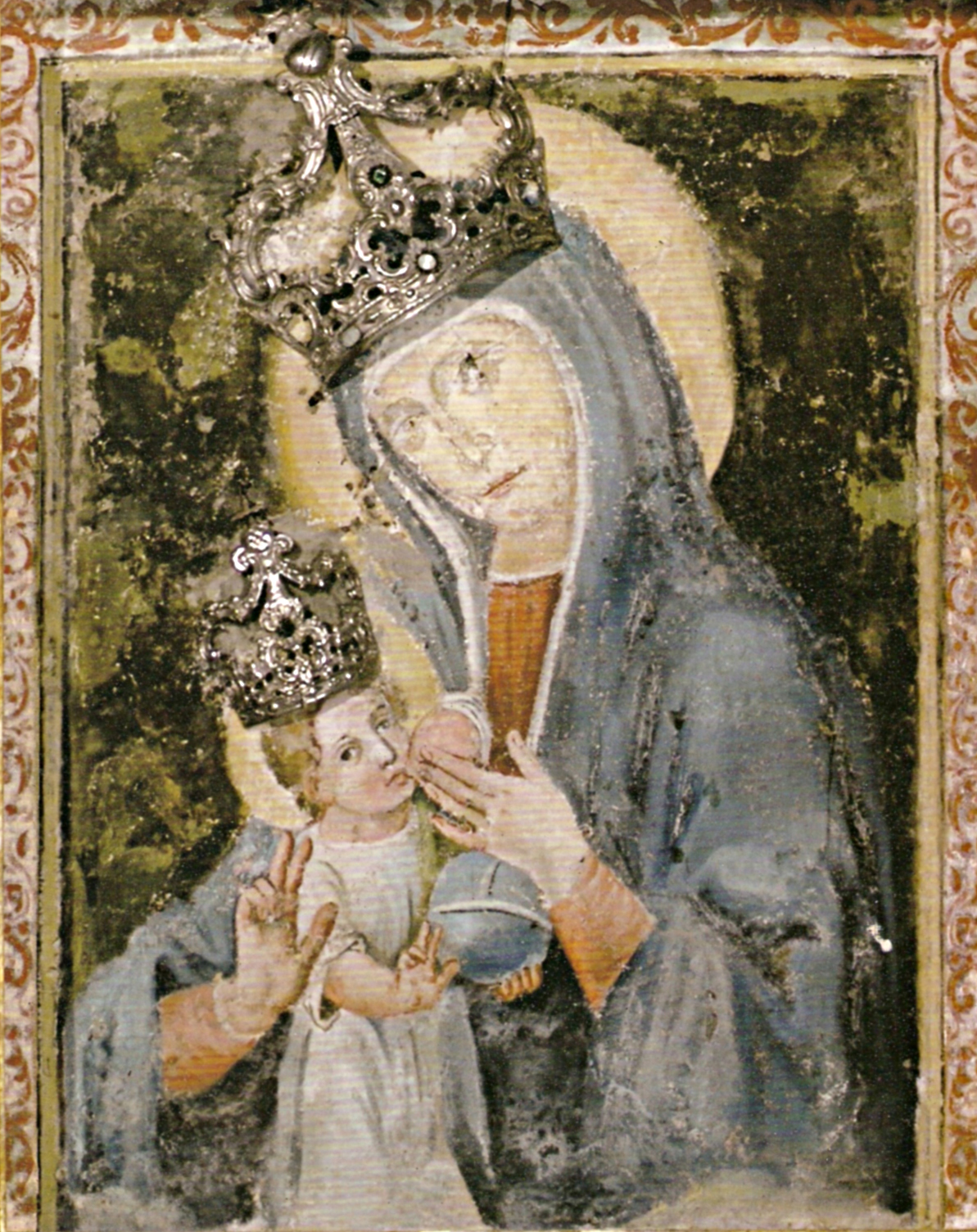
Effigie di Maria SS. della Cava precedente al restauro del 2014

L'immagine consiste in un dipinto murale o affresco, raffigurante una Madonna con Bambino, nell'atto di allattare. Gli sguardi sono rivolti verso l'osservatore ed entrambi appaiono benedicenti. Il Bambin Gesù reca in mano un globo crucigero, tipico elemento iconografico attribuito spesso alla figura di Cristo bambino. 
Il dipinto conserva nella composizione e nella rappresentazione dei chiari riferimenti a un'iconografia bizantina, risultati ancora più evidenti dall'importante e recente restauro alla quale l'opera è stata sottoposta nel 2014.
Tuttavia detti lavori, hanno evidenziato come, probabilmente, la composizione generale delle figure potesse essere diversa; infatti le ripetute fratture e rifacimenti amatoriali susseguitisi nei secoli, potrebbero aver compromesso soprattutto la porzione in basso a sinistra, ove la disposizione dell'arto della Madonna appare del tutto innaturale. Il restauro ha sicuramente portato alla luce un'immagine molto diversa da quella tramandata nei secoli e trasformata dai molteplici interventi.
È collocato sull'altare maggiore del Santuario, contornato da un trono in legno di cipresso, artisticamente intagliato e decorato in oro zecchino.

## Secondo Fra' Dionigi
La tradizione è documentata dal libro di frate Dionigi da Pietraperzia (1744 - 1801), storico pietrino e minore riformato della Provincia di Val di Noto, pubblicato nel 1776 e che ha per titolo Relazione critico-storica della prodigiosa invenzione d'una immagine di Maria Santissima chiamata comunemente della Cava di Pietrapercia. Dalle sue ricerche, il Dionigi deduce che la data del ritrovamento sia da collocare prima del 1222, avendo ritrovato un rescritto del 1227 da cui si evince che la contrada dove oggi sorge il santuario si chiamasse già nel 1222 Madonna della Cava. Non si sa per certo dunque se il nominativo Cava sia dovuto al ritrovamento per via degli scavi (quindi da cavata) o dalla contrada che già doveva portare il nome di Feudo della Cava.

## Il Santuario

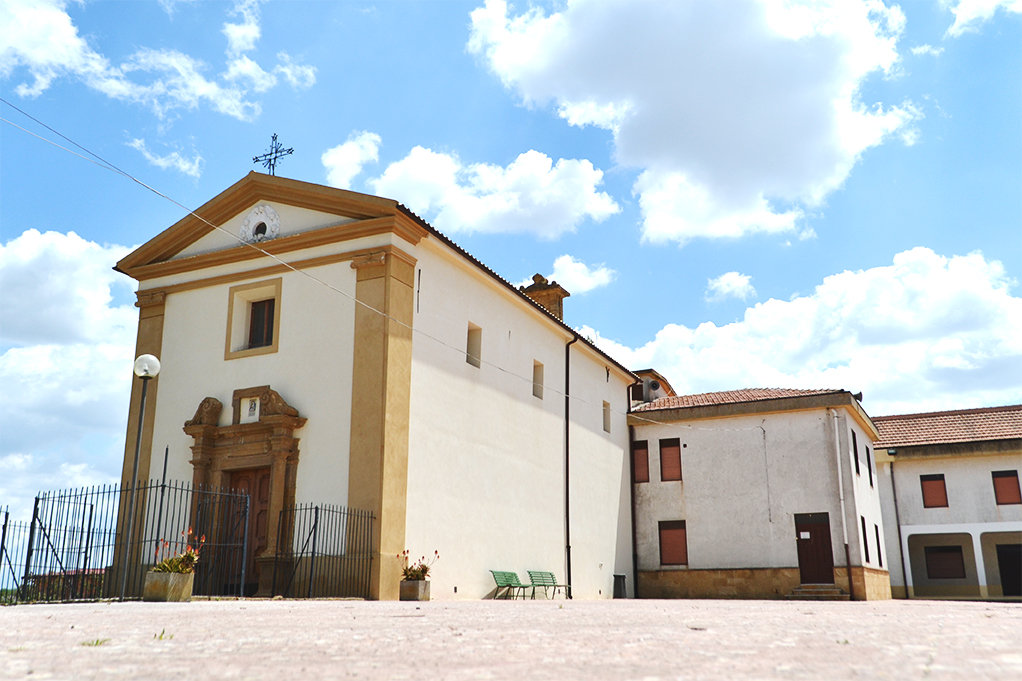
Santuario Maria SS. della Cava, Pietraperzia

In seguito al ritrovamento, sul posto venne costruita una cappella con un cortile e delle cellette per gli eremiti detti della Cava e solo successivamente un convento per ospitare i padri Agostiniani. La cappella originaria fu rifatta ed ampliata diverse volte con delle porte alla francese che davano a ponente. Nel 1687 i padri Agostiniani abbandonarono il santuario in seguito alla soppressione di tale ordine. Proprio in quell'anno fu deciso di prelevare l'Immagine e trasferirla nel centro abitato, presso la chiesa del reclusorio delle orfane (oggi Chiesa di Maria SS. del Soccorso, vulgo Carmine). Quando la lettiga dove viaggiava il dipinto giunse nelle vicinanze di Pietraperzia, fu ribaltata dalle mule imbizzarrite, provocando varie fratture alla pietra dipinta, documentate anche dai restauri. Ancora una volta tale avvenimento venne interpretato come una volontà divina, così la Sacra Immagine fu ricomposta nel luogo originario. Nel 1721 furono portati a compimento i lavori di ampliamento del Santuario. In questo periodo si ebbe la nomina di Patrona della città. Tali avvenimenti sono raccontati e raffigurati in due affreschi, collocati nella cappella dedicata alla Madonna della Cava, presso la Chiesa Santa Maria Maggiore di Pietraperzia, e gli stessi sono riproposti, ma con dei bassorilievo in gesso, ai lati dell'altare del Santuario, opere di Giuseppe Fantauzzo di Barrafranca (1851 - 1899). La chiesa contiene anche altri beni artistici tra i quali: un piedistallo di acquasantiera con sculture attribuite ad Antonello Gagini; due tele di grandi dimensioni raffiguranti ľIncoronazione della Vergine del Rosario (1716) e ľAssunzione di Maria Vergine al cielo (fine XVIII sec.); un organo a canne del 1845, costruito dalla ditta Gueli di Caltanissetta.

## Culto e tradizioni
La devozione da parte dei pietrini per la Madonna della Cava è considerevole. Essi sono soliti, dal mese di maggio e per tutta l'estate, recarsi spesso al Santuario in pellegrinaggio a piedi, come forma di devozione o per grazia ricevuta, e durante il quale viene recitato il Santo Rosario, con formule anche in dialetto pietrino. Inoltre nel mese di maggio si può assistere ai caratteristici Sabati, pellegrinaggi organizzati dalle Associazioni dei Camionisti e dei Trattoristi, i quali partono da Pietraperzia con i propri mezzi di lavoro e si recano al Santuario coinvolgendo tutta la comunità; evoluzioni moderne dell'ormai tramontato Sabato dei Carrettieri, dove lo stesso iter odierno veniva percorso con i mezzi di lavoro di allora.